# Dead Silence (album)
Pour les articles homonymes, voir Dead Silence.
Albums de Billy Talent
Billy Talent III
(2009) Afraid of Heights
(2016)
Singles
1. Viking Death March
Sortie : 25 mai 2012
2. Surprise Surprise
Sortie : 7 août 2012
3. Stand Up and Run
Sortie : 4 février 2013

Dead Silence est le quatrième album studio du groupe canadien Billy Talent, sorti le 11 septembre 2012.
L'enregistrement de l'album a débuté en novembre 2011. Le 25 mai 2012, Viking Death March, premier titre révélé de l'album, est disponible en téléchargement légal sur le site officiel du groupe. Le nom et la pochette de l'album ont été dévoilés le 11 juillet 2012 ainsi que la liste complète des chansons le 27 juillet.

## Liste des pistes
1. Lonely Road to Absolution - 1:15
2. Viking Death March - 4:04
3. Surprise Surprise - 3:08
4. Runnin' Across the Tracks - 4:19
5. Love Was Still Around - 3:46
6. Stand Up and Run - 3:20
7. Crooked Minds - 5:04
8. Man Alive! - 3:36
9. Hanging by a Thread - 3:53
10. Cure for the Enemy - 4:26
11. Don't Count on the Wicked - 4:08
12. Show Me the Way - 3:06
13. Swallowed Up by the Ocean - 5:02
14. Dead Silence - 4:49

## Composition du groupe
- Benjamin Kowalewicz - chant
- Ian D'Sa - guitare, chœurs
- Jonathan Gallant - basse, chœurs
- Aaron Solowoniuk - batterie